# Bainbridge Island
Bainbridge Island è una città della contea di Kitsap, nello Stato di Washington (Stati Uniti), situata nella omonima isola, nello stretto di Puget.